# Mathias Mayor
Pour les articles homonymes, voir Mayor.
Mathias Mayor, né le 21 avril 1775 à Cudrefin (Suisse) et décédé le 4 mars 1847, est un médecin suisse qui fut chirurgien en chef de l'hôpital cantonal de Lausanne.

## Biographie
Fils de Jean-Daniel Mayor, médecin-chirurgien à Cudrefin originaire de Grandcour et de Rose de Bellerive, Mathias Mayor naît le 21 avril 1775, probablement à Cudrefin.
Après avoir fréquenté le collège de Thoune, il fait ses études de médecine aux universités de Zurich, Milan et Paris. En mai 1795, il obtient le grade de docteur à Pavie.
De retour dans sa ville natale Mathias se marie et s'installe à Morat qu'il quitte en août 1803 pour ouvrir un cabinet médical à Lausanne. Les autorités vaudoises, propriétaires dès 1806 de l'hôpital de la Mercerie, établissement lausannois, créent un hospice cantonal. Mathias Mayor en est nommé chirurgien en chef. Il conservera cette charge jusqu'à sa mort, tout en gardant parallèlement son cabinet privé.
En outre, il est membre du conseil de santé chargé en 1810 d'enseigner l'obstétrique à l'école de sages-femmes et siège au Grand Conseil vaudois.
Il publie de nombreux articles dans des revues médicales ainsi que des notices, notamment sur un nouveau procédé de ligature, sur les premiers soins à apporter aux blessés en cas d'accident, notamment par l'utilisation d'un mouchoir plié de différentes façons pour remplacer les bandages et sur la ouate pour remplacer la charpie dans les pansements. Il améliore de nombreux procédés opératoires, met au point un constricteur à chapelet pour extirper les goitres et des sondes urétrales pour prévenir les sténoses, redresse les gibbosités au moyen du tourniquet, confectionne des attelles et gouttières en fil de fer étamé et généralise les bains locaux grâce à des vases en fer blanc ou des toiles imperméabilisées.
L'Institut de France lui décerne un prix[réf. nécessaire].
Il fonde en 1830 la Société vaudoise de sciences médicales. En 1841, il est nommé professeur honoraire de l'Académie.

### Vie privée
Il épouse Marie-Suzanne Morel le 21 janvier 1799 à Constantine, s'installe à Morat et aura 4 enfants. Son fils Charles sera lui-même médecin à Lausanne. Son épouse meurt le 12 novembre 1836. Il se remarie le 24 novembre 1841 avec une demoiselle Hellemold.
Il décède dans sa Villa Beau-Séjour le 4 mars 1847.

## Honneurs posthumes
Sur décision municipale de 1931, son nom est donné au passage entre l'avenue d'Échallens et l'avenue Dr-Frédéric-Recordon, à Lausanne. De plus, un auditoire du CHUV porte son nom.

## Publications
Nouveau mode de traiter les fractures, mémoire posthume ,  préface  Jean-Marie-Placide Munaret , Lyon 1847, 74 p.lire en ligne sur Gallica
Manuel du baigneur sans baignoire, ou Moyen simple, économique et facile de traiter un grand nombre de maladies, Paris, 1846, Sagnier et Bray, 144 p. lire en ligne sur Gallica
La Chirurgie populaire, ou l'Art de porter de prompts secours et d'appliquer des moyens simples de pansement dans les accidents graves et en attendant l'arrivée d'un chirurgien, Paris, 1841, Béchet jeune et Labé, 60 p.  lire en ligne sur Gallica
Traitement accéléré des ankyloses et recueil de visions chirurgicales choisies, précédés de remarques sur le Congrès scientifique de Lyon, Paris, 1841, Béchet jeune et Labé, 112 p.  lire en ligne sur Gallica

## Sources
- Louis Polla, Rues de Lausanne, Lausanne, éditions 24 heures, 1981, 107-108 p. (ISBN 2826500503)
- Cudrefin, la ville retrouvée, éditions Attinger, 1999
- « Mathias Mayor (1775-1847) », sur www.chirurgieviscerale.ch (consulté le 2 octobre 2009)